# Бунин, Андрей Владимирович
Андрей Владимирович Бунин (1905—1977) — советский архитектор и историк архитектуры; доктор искусствоведения (1958), член-корреспондент Академии архитектуры (1941).

## Биография
Родился в Воронеже 15 марта (28 марта по новому стилю) 1905 года. Его дядя — Н. Н. Бунин — был художником.
С 1915 года жил в Новом Осколе. С детства увлёкся живописью, чему способствовал и его дядя. В 12 лет Андрей Бунин принял участие в уездной выставке художественной самодеятельности, где был замечен уездным исполнительным комитетом, который решил помочь юному художнику продолжить художественное образование. По ходатайству Курского губернского Отдела народного образования нарком образования Луначарский А. В. разрешил Бунину бесплатно продолжить образование в Москве. В 1925 году он начал учиться на архитектурном факультете ВХУТЕМАСа, который окончил в 1929 году (учился у Н. А. Ладовского). С 1928 года уже был членом Ассоциации Новых Архитекторов (АСНОВА).
С 1929 года Бунин работал в земельно-планировочном отделе Московского коммунального хозяйства. Был членом Совета строительства Дворца Советов при Президиуме ЦИК СССР. С 1935 года работал в кабинете истории и теории архитектуры Академии архитектуры. С 1942 года А. В. Бунин профессор МАРХИ, где преподавал историю мирового градостроительства и историю искусства.
Кроме профессиональной, Бунин занимался и общественной деятельностью — возглавлял президиум Дзержинского совета Всероссийского общества охраны памятников истории и культуры в Москве, был членом комитета ЮНЕСКО по охране памятников культуры и исторических мест. Написал ряд трудов:
- в 1931 году в журнале «Советская архитектура» № 3 была опубликована статья «Архитектурное оформление города»;
- в 1935 году в соавторстве с М. Г. Кругловой была написана книга «Архитектура городских ансамблей. Ренессанс»;
- в 1940 году вышла его книга «Архитектурная композиция городов»;
- в 1945 году написал книгу «Градостроительство»;
- в 1979 году вышел его двухтомник «История градостроительного искусства».

Жил в Москве с 1955 года на улице Маршала Бирюзова (6-я улица Октябрьского Поля), 7. Умер в Москве 24 июля 1977 года. Похоронен на Ваганьковском кладбище (3 уч.).

## Заслуги
- Заслуженный деятель науки РСФСР (1972)[1]
- Государственная премия СССР (1976)[2]
- Орден Трудового Красного Знамени (21.09.1966)[3]